# 长序山芝麻
长序山芝麻（学名：Helicteres elongata）为梧桐科山芝麻属下的一个种。其种加词“elongata”意为“长的”。